# Acourtia reticulata
Acourtia reticulata là một loài thực vật có hoa trong họ Cúc. Loài này được (Lag. ex D.Don) Reveal & R.M.King mô tả khoa học đầu tiên năm 1973.